# Tibet Museum (Gruyères)
Het Tibet Museum is een museum in Gruyères, in het kanton Fribourg in Zwitserland. Het museum richt zich op Tibetaans boeddhistische kunst.
Het museum werd in 2009 opgericht door het Alain Bordier-fonds en bevindt zich net naast het kasteel van Gruyères. De kunst stamt uit de privéverzameling die kunstverzamelaar Alain Bordier in de loop van dertig jaar bij elkaar gebracht heeft.
De collectie bestaat uit driehonderd kunststukken, variërend van Tibetaanse schilderkunst en beeldhouwwerken tot rituele voorwerpen. De stukken zijn hoofdzakelijk uit Tibet zelf afkomstig en werden meegebracht door Tibetaanse vluchtelingen. Daarnaast komen verschillende uit cultureel verwante en aangrenzende gebieden, waaronder Swat, Jammu en Kasjmir, Nepal en andere Himalaya-gebieden.